# باغ زکی‌خان
باغ زکی‌خان یکی از باغ‌های تاریخی استان فارس واقع در شهر شیراز بوده است که در دوران قاجار توسط زکی‌خان نوری مازندرانی ، وزیر حسین‌علی میرزای فرمانفرما بنا شده‌است.
این باغ که هم‌اکنون ویران شده است در شمال شیراز قدیم،در محله موردستان (در دوره قاجار به نام محله درب شاهزاده شناخته می‌شده است) و در کنار باغ نشاط در محدوده پشت ارگ کریمخان قرار داشته است.